# Karl Korn
Karl Korn (29. října 1852, Wadowice – 20. ledna 1906, Bílsko) byl architekt a stavitel židovského původu, spjatý svou činností zejména s městem Bílskem.
Roku 1882 založil architektonickou a stavební firmu, kterou po jeho smrti vedl jeho syn Felix.

## Fotogalerie

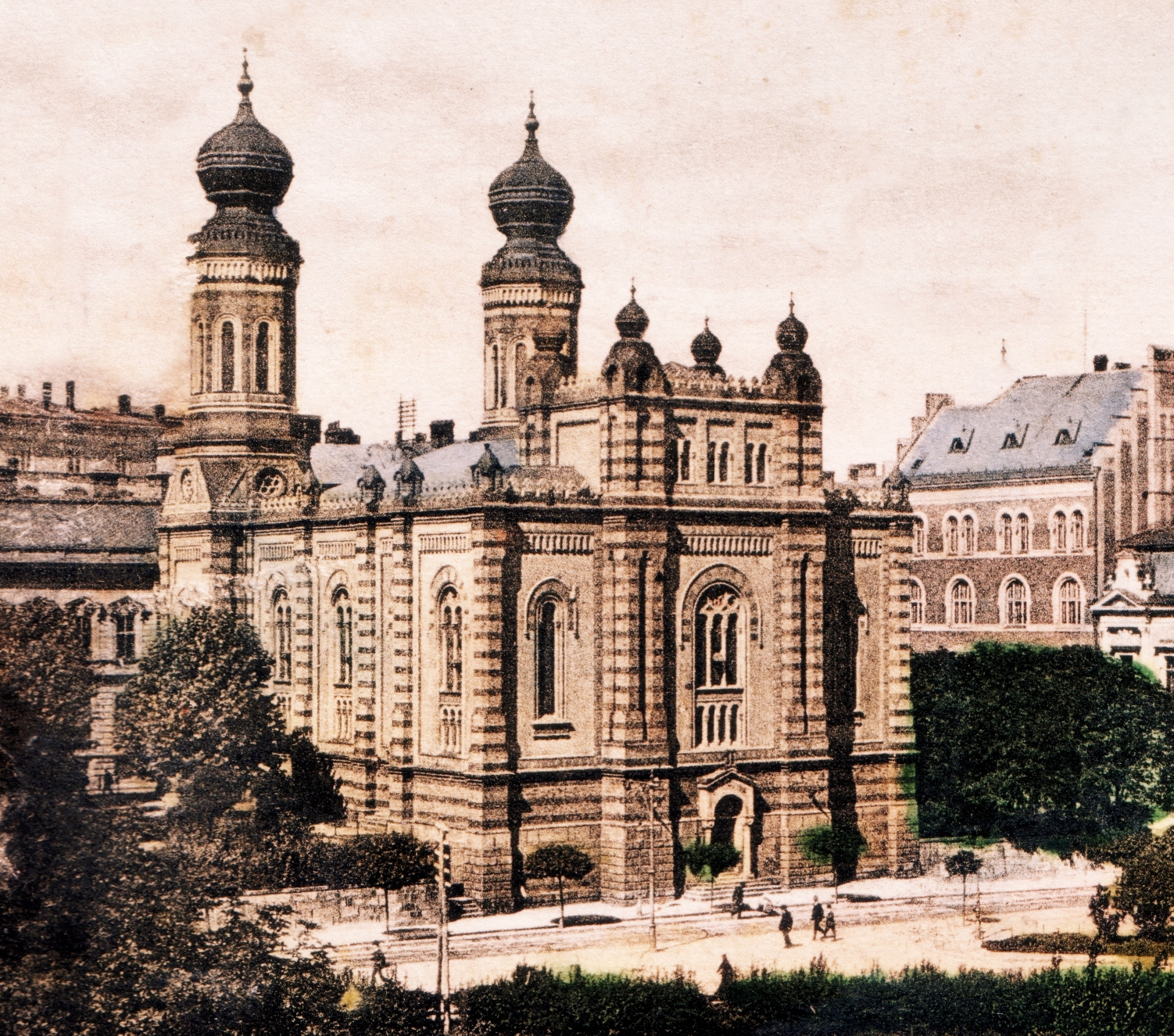
Synagoga v Bílsku (neexistující)
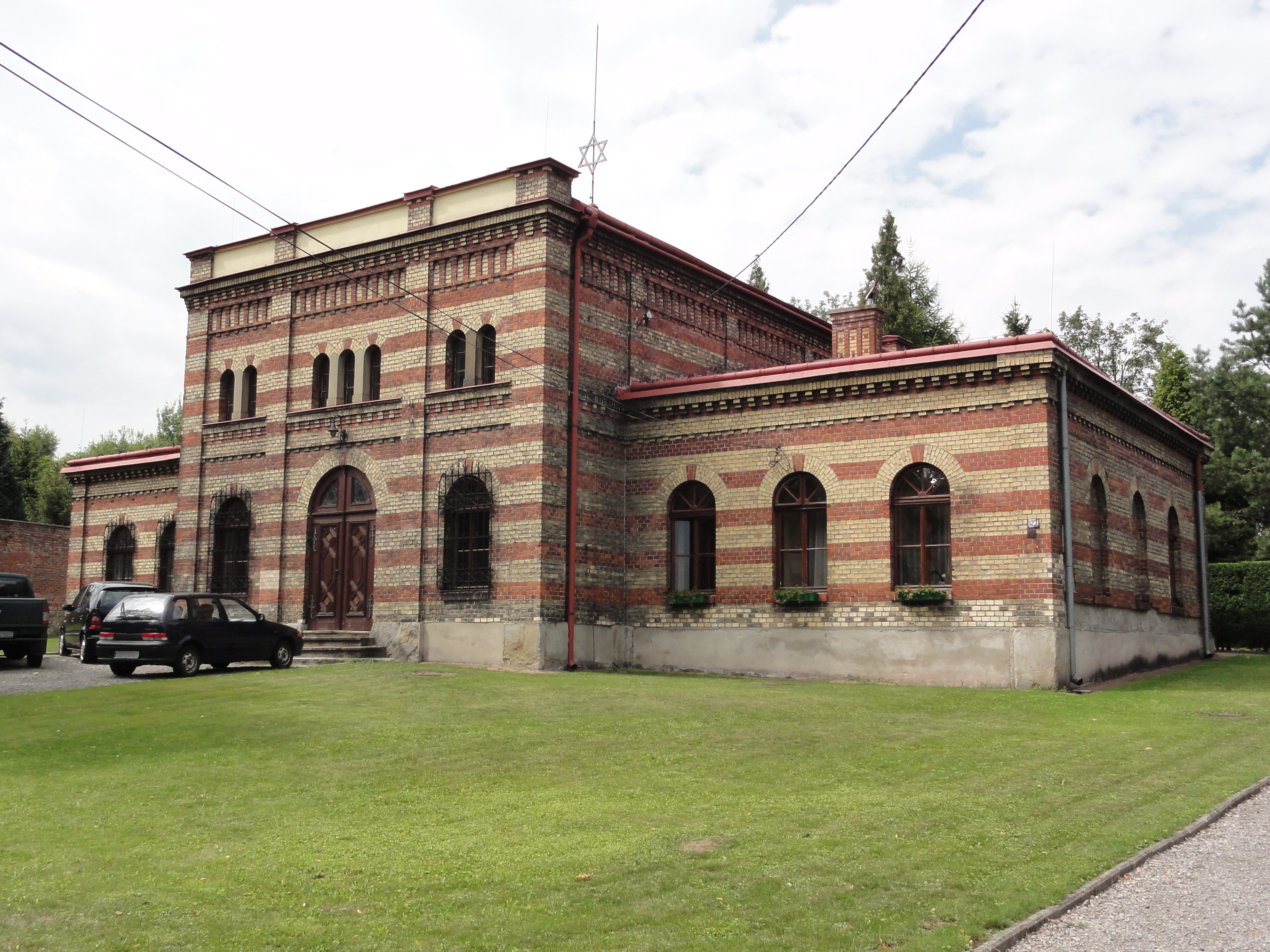
Předpohřební dům na židovském hřbitově v Bílsku
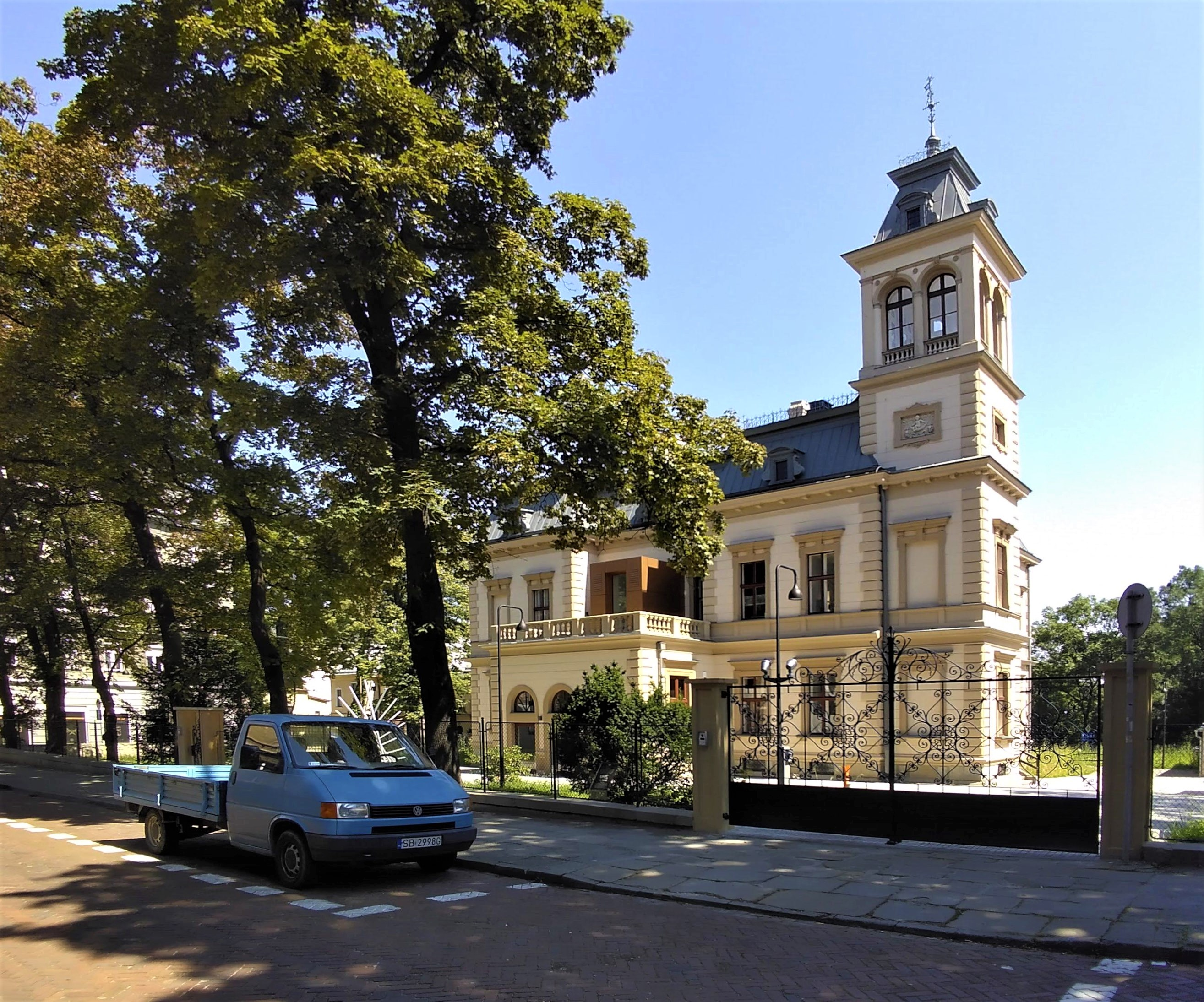
Vila Theodora Sixta
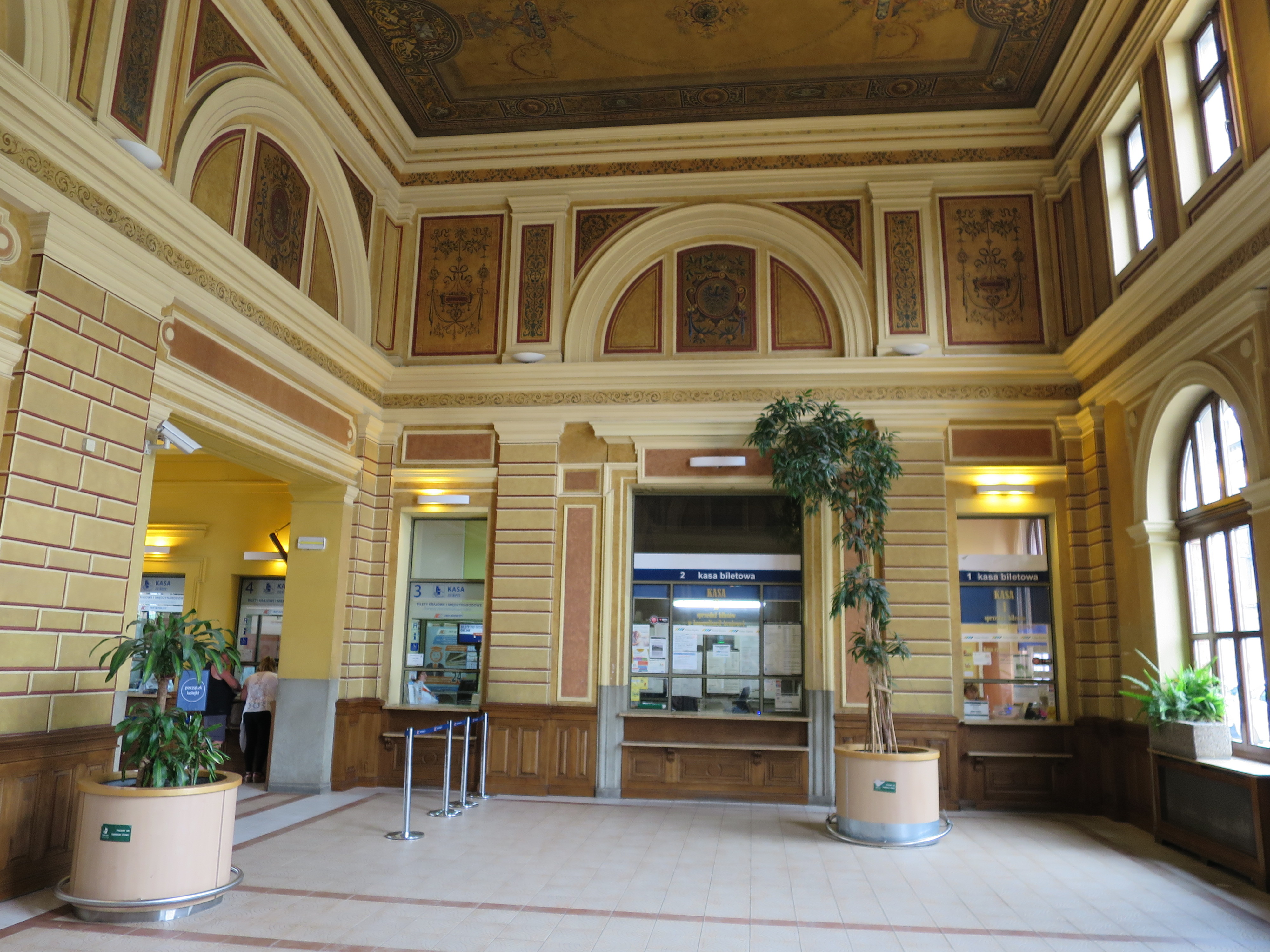
Hlavní nádraží v Bílsku
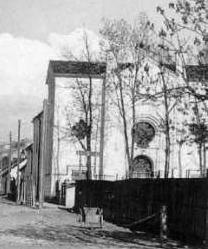
Synagoga v Andrychowě (neexistující)
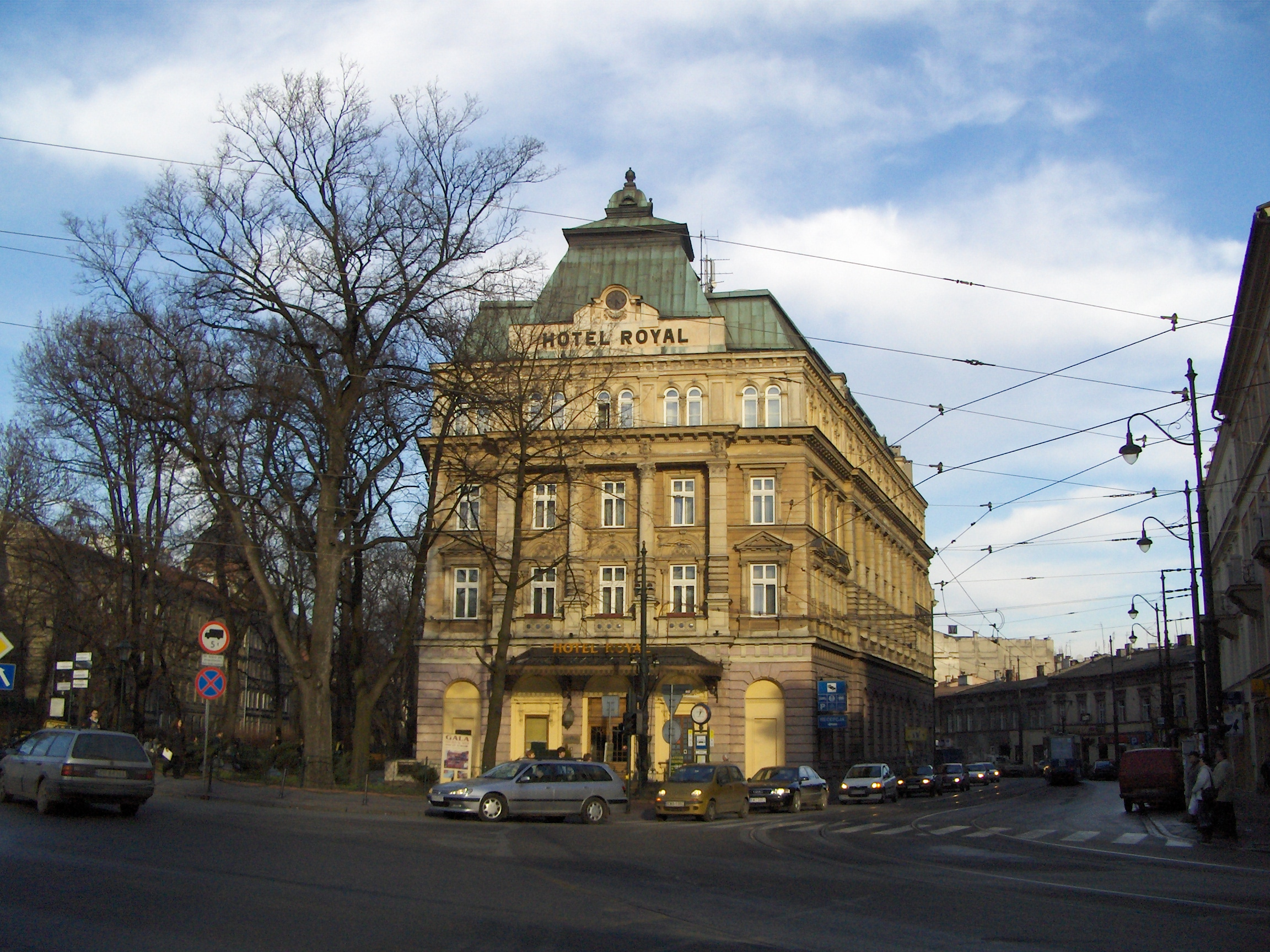
Hotel Royal v Krakově
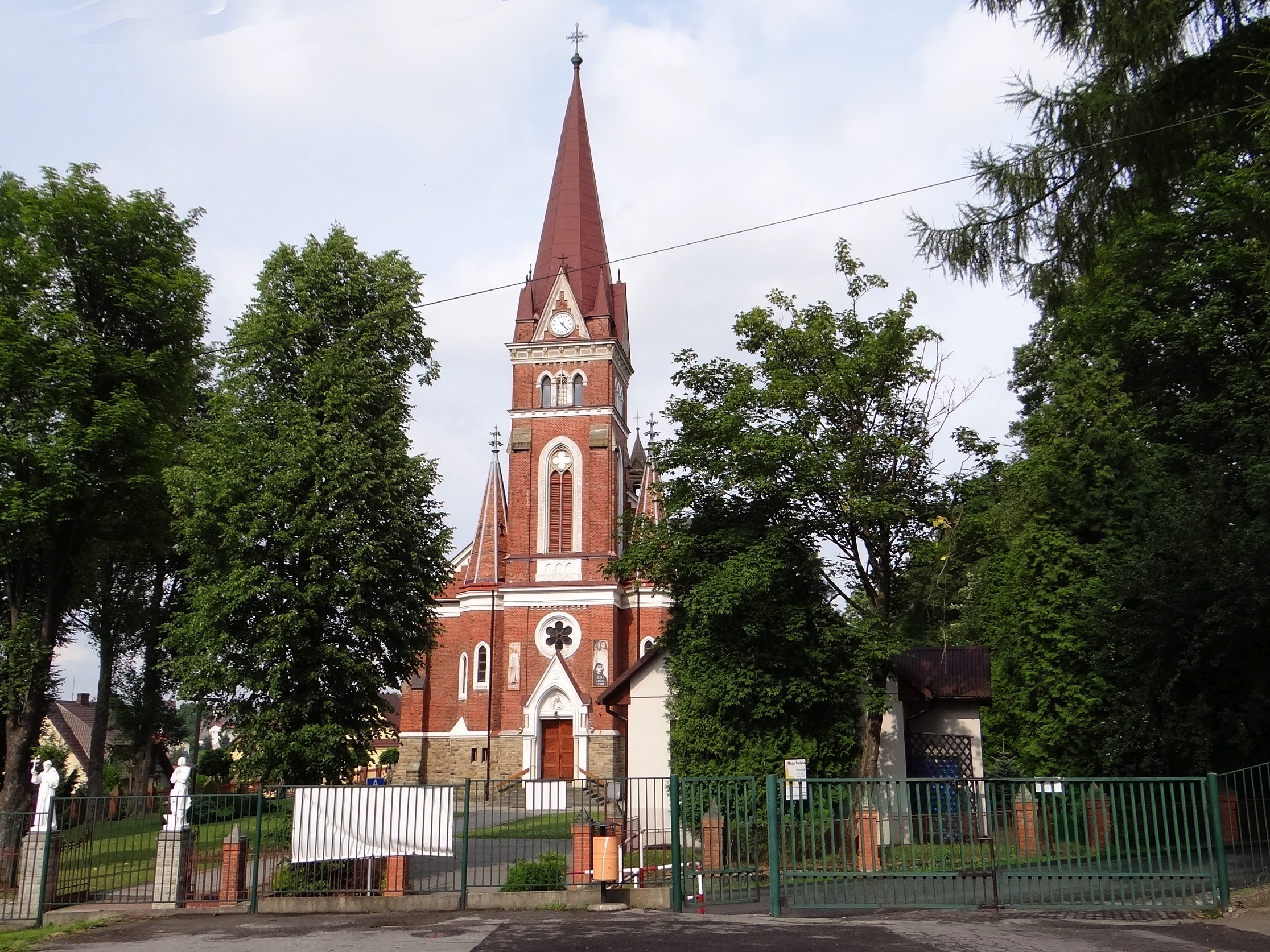
Kostel Matky Boží ustavičné pomoci v Krzeszowě
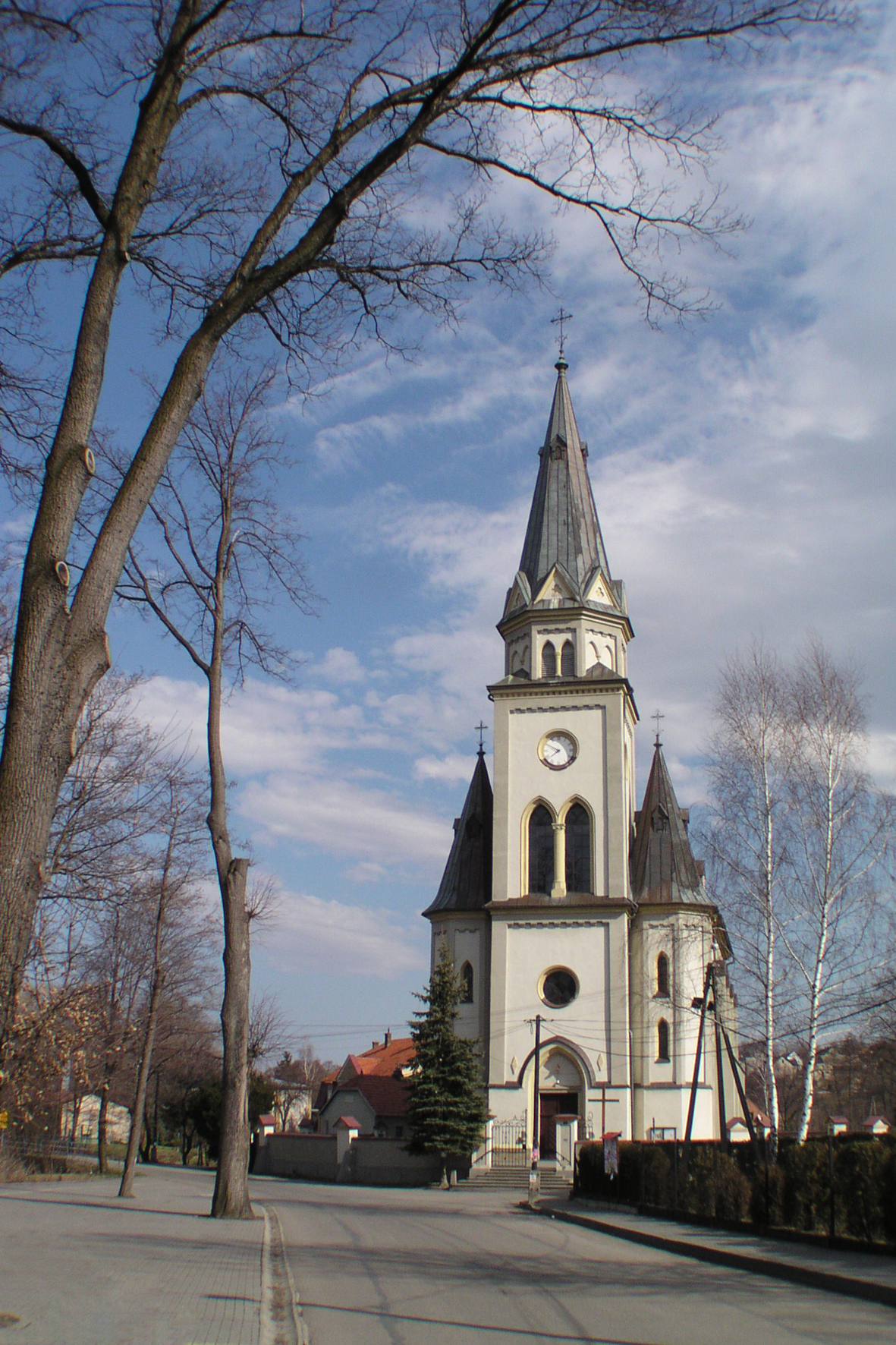
Kostel sv. Jana Křtitele v Choczni